# Festes de Maig (Badalona)
|  | Per a altres significats, vegeu «Festes de Maig». |

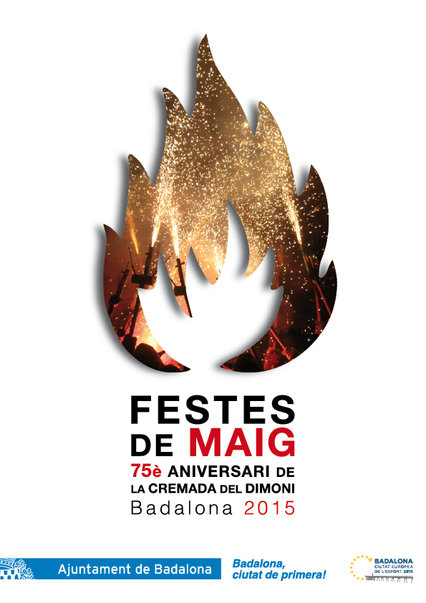
Cartell de les Festes de Maig de Badalona 2015

Les Festes de Maig són una de les festes majors de la ciutat de Badalona, les de més èxit i afluència, conformades d'un conjunt d'activitats lúdiques i culturals al llarg de tot el mes de maig. Les festivitats giren al voltant de la nit del 10 de maig, dita de Sant Anastasi, sant copatró de la ciutat, que té el seu clímax de les festes en la Cremada del Dimoni.

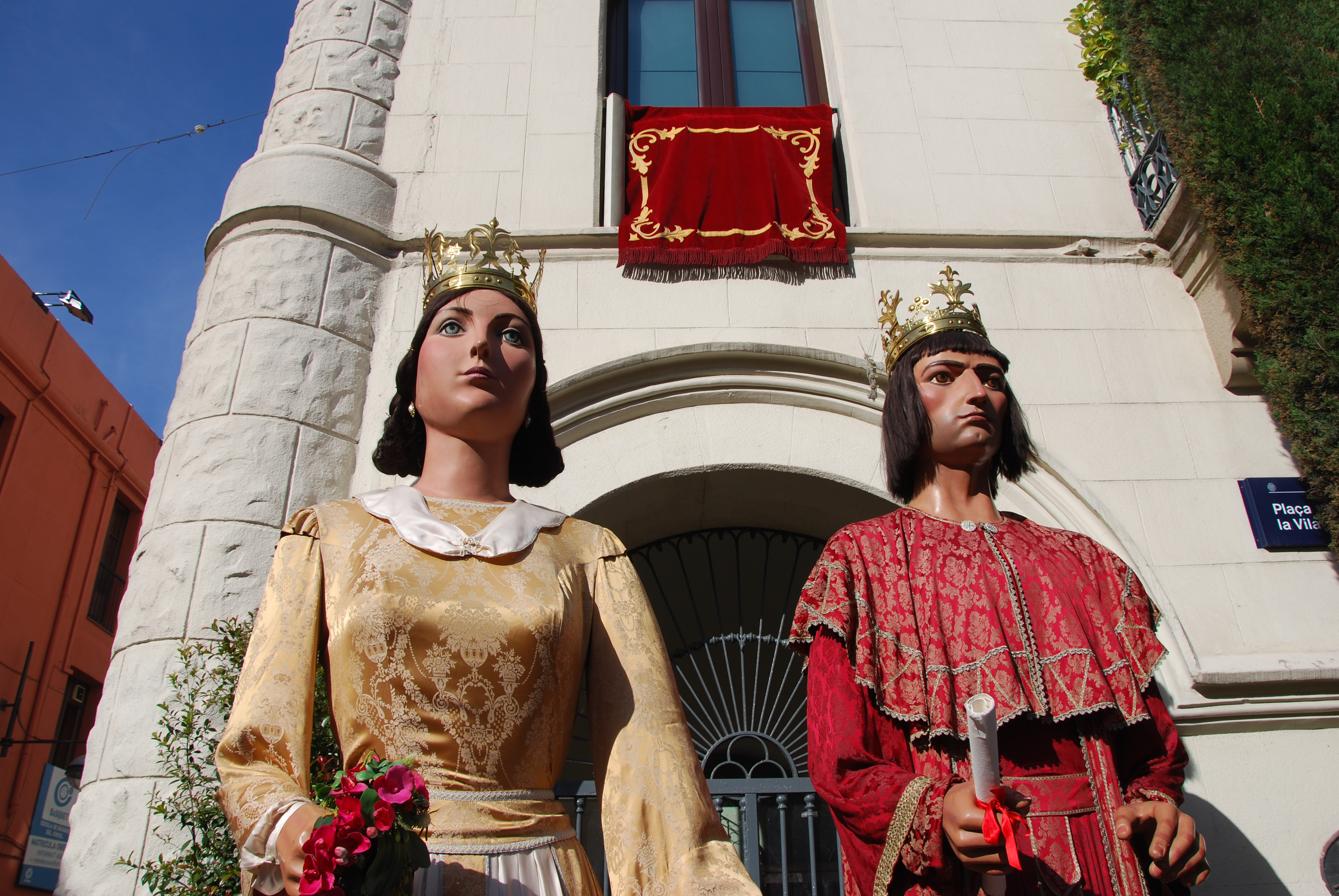
En Jeroni i na Badamar al Badagegants 2012

Tenen els seus orígens remots al segle xvii. El 1672 s'aprovà la festivitat local de sant Anastasi, que va ser nomenat copatró de la llavors vila, amb una major presència d'actes de caràcter religiós, no gaire diferents d'altres que se celebraven aleshores a Badalona. No obstant això, la festivitat no va prendre la seva forma actual fins després de la Guerra Civil, quan es gesta la tradició de cremar el dimoni, i la festa de sant Anastasi que fins aleshores havia anat en detriment, va tornar a agafar embranzida, especialment a partir de 1979, amb l'arribada de la democràcia, quan es van convertir veritablement en unes festes de caràcter popular i cultural obertes a tota la ciutadania, de fet, esdevenint la festa major de Badalona, agafant el relleu a l'antiga i tradicional festa major de Badalona, que encara se celebra a l'agost.

## Història

### Orígens
Els orígens més remots de les festes són les celebracions en honor de sant Anastasi al segle xvii. El 6 de maig de 1672, a petició de la Confraria de Sant Anastasi, el bisbe de Barcelona va decretar que el seu dia fos festa preceptiva a la vila de Badalona a tots els efectes, amb l'obligació de fer descans laboral i assistir als actes religiosos. A causa de la confusió d'Anastasi de Lleida amb el sant homònim persa el bisbe va disposar el dia festiu el 22 de gener, i després el corregí establint-la el 9 de maig; no es traslladà fins a la data actual de l'11 de maig fins a la fi del segle xviii. Amb l'eufòria popular, el primer any de celebració, el consistori va fer un gran dispendi en les festes i, a més, va acordar declarar a sant Anastasi copatró de Badalona, juntament amb la Mare de Déu d'Agost.
Les descripcions de les antigues festes han arribat a través dels escrits del Calaix de Sastre, al darrer quart del segle xviii, obra del baró de Maldà, Rafael d'Amat i de Cortada, qui passava temporades a Can Peixau, el casal que tenia als afores del nucli urbà de Badalona, a l'antic terme de Llefià. Aleshores Badalona era una petita vila costanera, amb un petit nucli urbà al voltant de l'església de Santa Maria i de la plaça Major, amb una població dedicada principalment a l'agricultura i la pesca, amb la presència d'uns pocs menestrals i professionals liberals, i que, en termes generals, no sobrepassà els 2.000 habitants fins al 1816. Maldà esmenta les festes de maig, referint-se a la conjunció de les festes de la Mare de Déu del Roser i a les de Sant Anastasi, com una de les més importants de la vila. Els actes eren molts similars entre unes festes i altres, Maldà explica que les de sant Anastasi constaven dels següents actes: preparatius a la parròquia, repic de campanes anunciant els vespres de vigília a la parròquia, la missa matinal, l'ofici solemne amb música, un bon àpat, el repic de campanes i vespres, la processó amb l'estendard del sant i el tabernacle seguits de les autoritats civils i eclesiàstiques i els confrares, els balls a la plaça, moment en què també es feia la rifa de la gran Coca de Sant Anastasi, després encara continuava la gresca en alguns indrets a la zona del camí ral i a baix a mar, la zona de l'arenal, on avui hi ha el barri del centre.

### Davallada
Amb el temps el fervor de les festes de Sant Anastasi va davallar. Després de la Guerra del Francès, Badalona estava canviant, iniciava el seu camí vers la industrialització i arribaven immigrants d'altres llocs de Catalunya, i el centre de la vila deixava d'ésser a l'antiga sagrera i es trasllada al Baix a Mar. En aquests moments neixen conflictes entre la Confraria de Sant Anastasi, que ara es mou a l'entorn dels gremis de teixidors i corders, el rector i la Junta d'Obra de la parròquia a l'hora de recollir les almoines a l'església i a les seves pretensions d'engrandir la capella del sant. Ran del miracle del carrer del Pinzell, els veïns atribuïen la seva supervivència a l'epidèmia de còlera de 1885 a la devoció a sant Anastasi, aquell mateix any l'Ajuntament va patrocinar les festes del sant, que es van fer en uns envelats al costat de la platja, però les festes no van tenir èxit, la nova societat industrial deixa de banda les antigues festes. El 1905 la processó ja no es feia i el dia de sant Anastasi ja no era festa laboral, a més en aquells anys mossèn Gaietà Soler va desmentir l'existència històrica del sant. No obstant això, la confraria i el gremi de corders van intentar mantenir-la amb els anys, però eren una ombra del que havia sigut.

### Revifalla

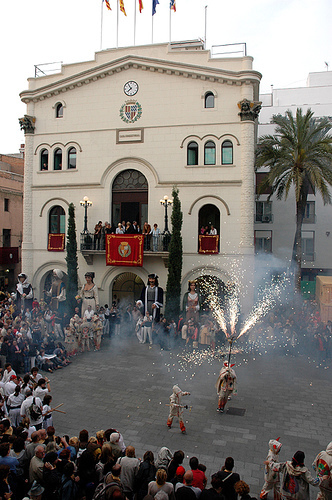
Ball de diables

Després de la Guerra Civil, el maig de 1939, el Patronat de Sant Anastasi i les restes del gremi de corders volien tornar l'esplendor al dia de Sant Anastasi, i a més amb la voluntat de tenir alguna cosa a celebrar després de la desfeta de la guerra. Per fer-ho es va idear un nou acte, que tingué la col·laboració de personalitats locals com l'antic alcalde Josep Vergés de Vallmajor, l'historiador local Josep Maria Cuyàs, entre d'altres. Basant-se en uns escrits del baró de Maldà, la vigília de la Diada de Sant Anastasi, el 10 de maig de 1940, al descampat de les excavacions, davant de l'actual Museu de Badalona, van col·locar una figura de 4 metres que representava un dimoni, construït per Francesc de Paula Giró i Prat, i el qual van cremar; aquest acte que ha donat a la tradicional Cremada del Dimoni, acte central de les actuals festes. El nou acte va cridar l'atenció dels badalonins i va prosseguir amb gran èxit els anys següents.
Amb l'èxit renovat de les festes de sant Anastasi, l'Ajuntament franquista es va interessar a patrocinar aquelles festivitats de caràcter popular. En primer lloc les autoritats van fer acte de presència als actes religioses com l'ofici solemne i les processons, però no van intervenir en primera instància en l'acte més popular, que era la Cremada del Dimoni. Dels anys 50 fins als 80 les festes de maig van anar prenent rellevància amb l'aparició d'altres celebracions complementàries, com concursos de fotografia, jocs florals, etc. Alhora, en aquelles dècades la ciutat es transformà profundament, la població a augmentar progressivament fins a arribar el 1983 als 230.000 habitants ran de la gran immigració arribada d'arreu d'Espanya. Amb la millora econòmica el consistori va anomenar oficialment les festes amb el nom de «Ferias i Fiestas de Primavera y de San Anastasio», i es plantejaren com una alternativa a la Festa Major tradicional, que aleshores davallava perquè queia en època estival.
L'arribada de la democràcia el 1979, es van voler recobrar les festes com un element d'expressió cultural popular, les Festes de Maig van ser esperades amb gran expectació. La festa com avui es concep neix en aquest moment, obra de la Taula de Cultura, un organisme unitari vinculat a l'Assemblea Democràtica de Badalona, formada per intel·lectuals, treballadors i activistes de diversos àmbits de la cultura que havia funcionat durant la transició i que preparà acuradament les noves festes, deixant de banda l'oficialisme que havia volgut imposar l'Ajuntament franquista, que havien d'ésser obertes a tots els badalonins i mostrar els aspectes del patrimoni cultural, popular, tradicional i creatiu badaloní. Per fer-ho es van voler descentralitzar els actes, que van ser també de caràcter molt divers més enllà de la Cremada i els actes religiosos es van programar molts altres de nous, per fer partícips tots els barris de la ciutat i tots els ciutadans.

## El pregó

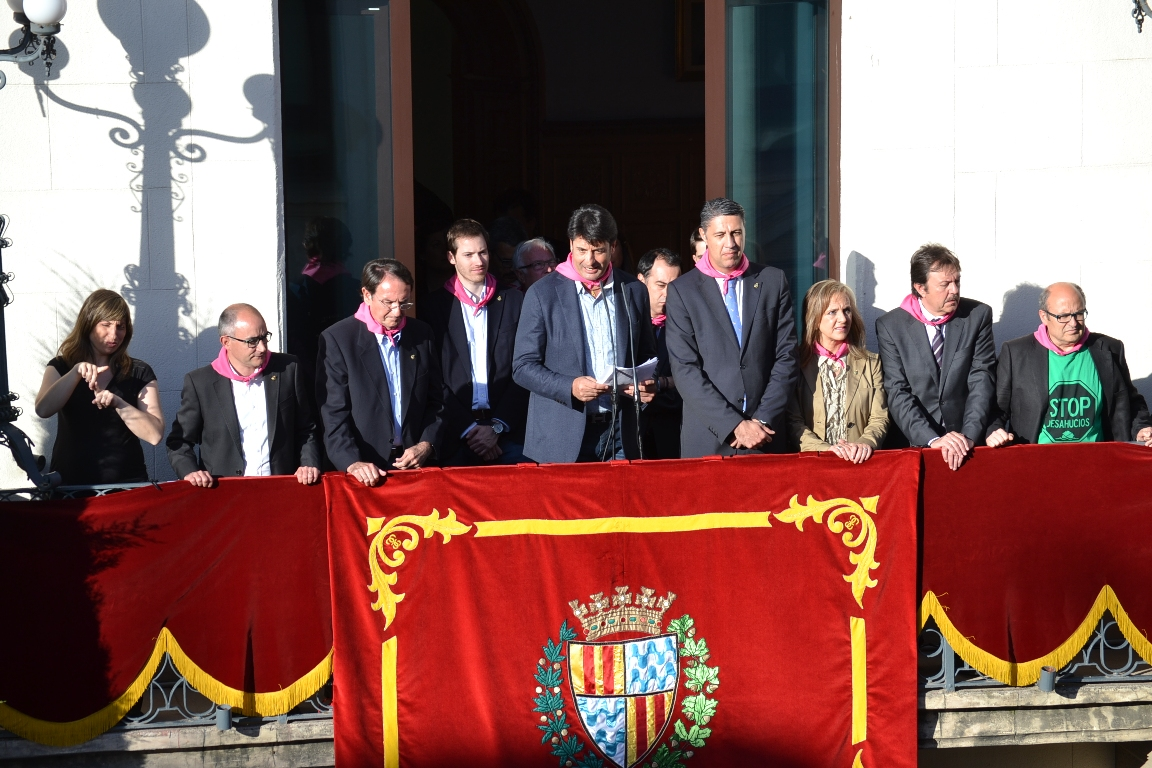
Pregó de les Festes de Maig de Badalona 2014, protagonitzat per Jordi Villacampa, president del Club Joventut de Badalona

Cada any després del toc d'inici, una crida als ciutadans i ciutadanes que avisa fins a tres vegades que la festa està a punt de començar, un personatge il·lustre relacionat amb la ciutat és l'encarregat de llegir el pregó de les festes. Tot seguit, l'alcalde convida tots els ciutadans i ciutadanes a participar en les Festes de Maig.
Com que l'any 2020 les Festes van coincidir amb el confinament pel COVID-19 el pregó va ser virtual, i es va convertir en un reconeixement al col·lectiu sanitari.
Pregoners
- 1979 - Joan Soler i Amigó, escriptor
- 1980 - Andreu Solsona i Planas, actor
- 1983 - Josep Gual i Lloberes, poeta
- 1984 - Pasqual Maragall, polític
- 1986 - Joan Blanch, alcalde[13]
- 1988 - Enric Majó, actor[13]
- 1989 - Bibi Andersen, actriu
- 1990 - Villacampa, Montero i Jofresa, esportistes[13]
- 1991 - «Senyor Casamajor» (Xavier Sardà), periodista[13]
- 1992 - Tortell Poltrona, pallasso[13]
- 1993 - mag Magoo (Enric Ruiz), mag[13]
- 1994 - Gemma Brió, actriu
- 1995 - Carles Sans, actor[13]
- 1996 - Miquel Xirgu Rico, dissenyador
- 1997 - Jordi Dauder i Guardiola, actor
- 1998 - Tomàs Molina, meteoròleg
- 1999 - Lluís Marco, actor
- 2000 - Joan Argenté i Artigal, poeta
- 2001 - Miguel Poveda, cantant
- 2002 - Bonaventura Clotet, metge
- 2003 - Joan Villarroya i Font, historiador
- 2004 - Rudy Fernàndez, esportista
- 2005 - Rosa Maria Malet, conservadora
- 2006 - Toni Soler, periodista i escriptor
- 2007 - Abel Mariné Font, investigador
- 2008 - Mireia Belmonte, esportista
- 2009 - Sílvia Soler, periodista
- 2010 - Enric Juliana, periodista i escriptor
- 2011 - Pilar Rahola, periodista i escriptora
- 2012 - Fernandisco, discjòquei
- 2013 - Justo Molinero, comunicador
- 2014 - Jordi Villacampa Amorós, esportista
- 2015 - Mireia Belmonte, esportista
- 2016 - Òscar Camps, fundador de l'ONG Proactiva Open Arms
- 2017 - Pere-Joan Cardona, doctor
- 2018 - Pepita Padrós i Martí, arqueòloga
- 2019 - Nicolás Laprovittola, esportista
- 2020 - Susanna Martínez, Rosa Benítez, Anna Maria Alventosa i Esther Lobo, professionals de Badalona Serveis Assistencials (BSA)
- 2021 - Alba Gordo, capitana, en representació del del primer equip del Seagull[14]
- 2022 - Tomàs Molina, meteoròleg[15]
- 2023 - Laura Fa, periodista[16]
- 2024 - Enrique Tomás, empresari badaloní[17]
- 2025 - Daniel Moreno, locutor de ràdio[18]

## El mocador

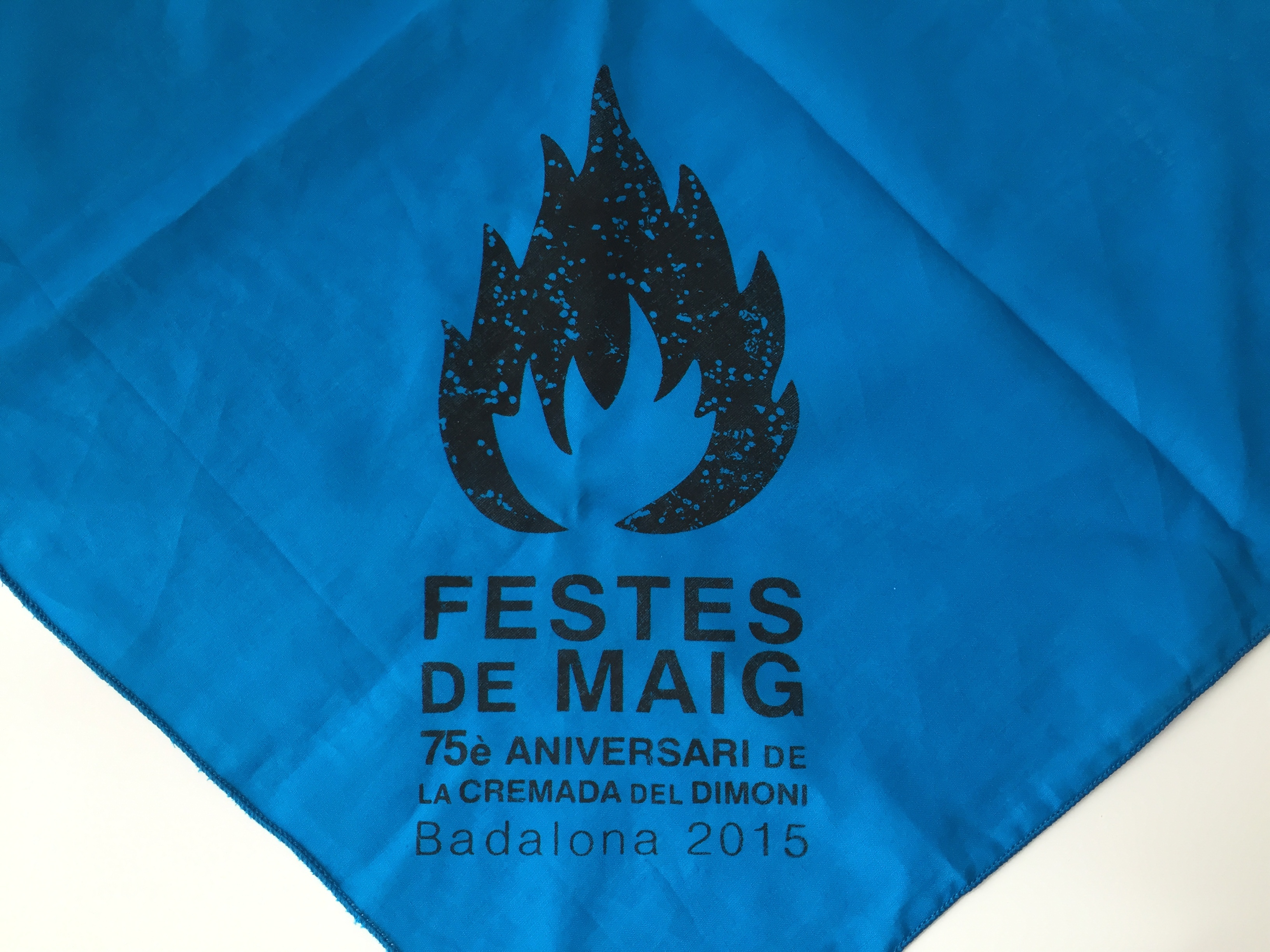
Mocador de les festes de maig de Badalona 2015

El mocador és tot un símbol de les Festes de Maig a Badalona. La tradició del mocador es remunta a l'any 1999, quan per primer cop se'n va fer un que es va repartir gratuïtament per la ciutat. Des de l'any 2005 es ven al preu d'un euro, i se'l considera un mocador solidari, ja que s'elabora amb criteris de Comerç Just, arran d'un acord signat amb Intermón Oxfam. La tria del color del mocador de les Festes de Maig del 2015, blau, va rebre nombroses crítiques, ja que va coincidir amb el color corporatiu del partit que governava l'Ajuntament de Badalona.

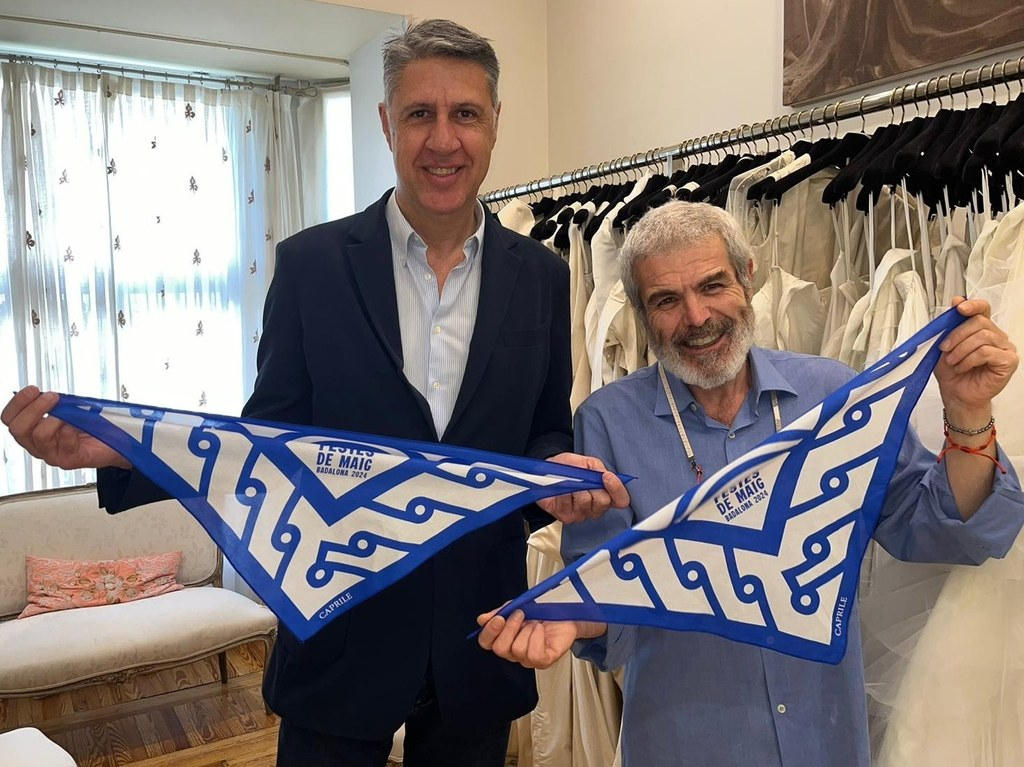
L'alcalde i Lorenzo Caprile amb el mocador de 2024

El 2024 el disseny del mocador està inspirat en els colors de la ciutat, amb sanefes que recorden els mosaics de l'antiga Baetulo. Va ser dissenyat per Lorenzo Caprile, sent la primera vegada que el mocador és dissenyat per un modista famós.

## Actes

### Nit de Sant Anastasi
El dia 10 de maig se celebra la Nit de Sant Anastasi, el dia central de les Festes. S'hi celebren diversos actes de cultura popular i tradicional. La Nit acaba amb la Cremada del Dimoni. Actualment, aquest acte final de la Nit de Sant Anastasi és precedit pel Ball a Plaça, el Seguici de la Ciutat, la Tanda de Lluïment, l'Acte Sacramental, el Ball de l'Àliga, el Piromusical.

#### Ball a plaça, seguici i tanda de lluïment
Abans de començar el Seguici, els integrants fan el Ball a Plaça, una tanda de lluïment a la plaça de la Vila. Els elements festius que formen el Seguici de la Ciutat són: Castellers de Badalona, Ball de Miquelets, Ball de Diables, dragolins Xarop, Pomada i Xeringueta; drac Fumera de Pavillard, Ball de Kapaoltis, Ball de Bufons del Foc, Ball de Bastons, Danses de Maig, gegants Jofre, Clementina i Quimet; gegants Senyor i Senyora Ventós, Dimonieta, gegantons Tasi i Mariona, gegants Anastasi i Maria, i l'Àliga.
El Seguici de la Ciutat és format per diversos balls, balls parlats, figures i entremesos de la cultura tradicional i popular catalana de Badalona. Al llarg del recorregut, que transcorre pels carrers Francesc Layret, carrer de la Mercè i la Rambla, els elements festius de la ciutat aniran ballant al so de la música. A mesura que els elements festius integrants del Seguici de la Ciutat vagin arribant a la Rambla, faran una tanda de lluïment davant del monument a Roca i Pi.

#### Acte sacramental

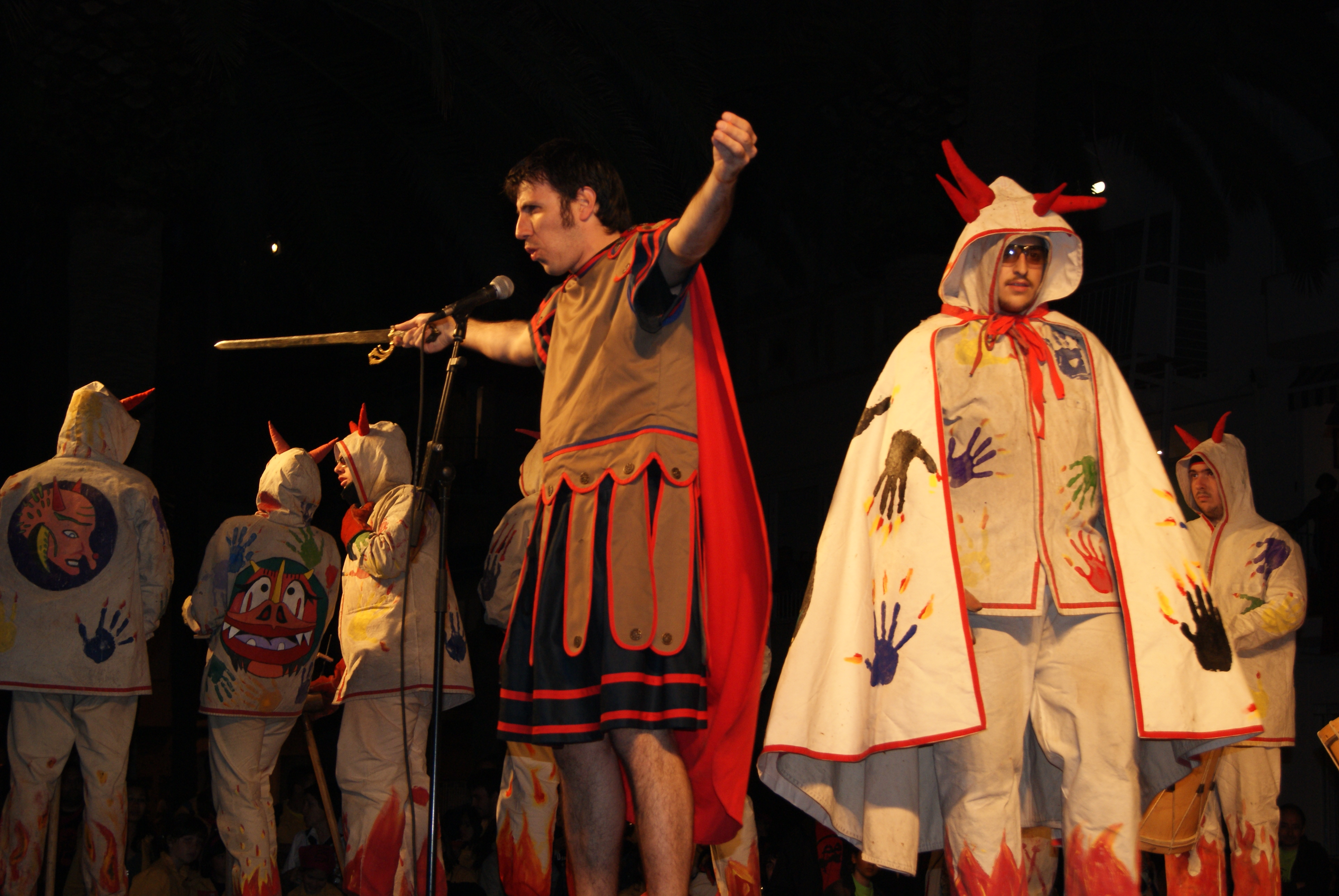
Sant Anastasi i Llucifer a l'Acte sacramental del 10 de maig de 2011

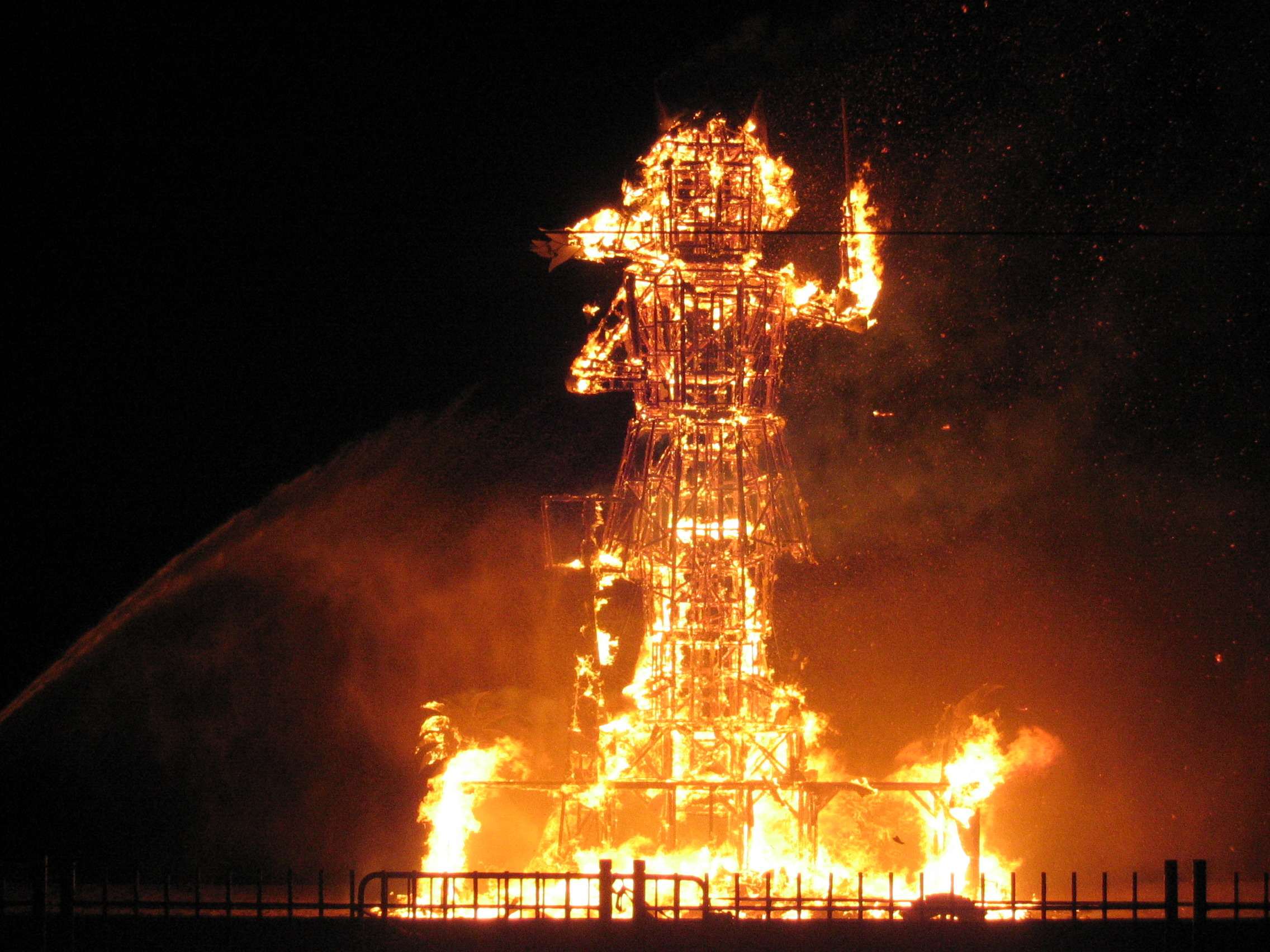
Cremada del Dimoni de l'any 2006

L'acte sacramental és un ball parlat de tradició centenària en el qual es representa la lluita entre el Bé (Sant Anastasi) i el Mal (Diables, Llucifer i la Diablessa). Escenifica, finalment, el triomf del Bé i, per tant, la necessitat de cremar el Dimoni. L'Àliga ballarà una dansa amb la qual defineix les formes d'un cercle i d'una creu, que simbolitzen la unió de tots els ciutadans i ciutadanes, escenificant amb el seu ball el comiat simbòlic del Dimoni per part dels ciutadans.

#### Ball de l'Àliga
L'Àliga, en representació de tota la ciutadania fa el seu ball majestuós acompanyat de la Banda Simfònica de Badalona, acceptant la invitació del pregoner. Llavors els Onze Trons avisen als badalonins l'inici de la festa. A través d'un diàleg en vers o ball parlat, els Miquelets de Badalona es converteixen en guàrdia d'honor de la corporació municipal durant les festes, i conviden a la ciutadania a anar a posar el mocador, un altre símbol de les Festes, a sant Anastasi. Un petit seguici format per l'Àliga, les autoritats, els Miquelets de Badalona, els Castellers de Badalona, l'Esbart Sant Jordi i la Capella de Ministrers de Sant Anastasi, pujarà pel carrer de Sant Anastasi fins a arribar a la capella del sant. L'alcalde donarà el mocador de les Festes als administradors per tal que l'entitat el lliuri als Castellers que, amb un pilar de quatre, el col·locaran al sant.

#### Cremada del Dimoni
L'acte central i més emblemàtic de les Festes de Maig és la Cremada del Dimoni, i el primer acte que s'hi celebra el dia 1 de maig és la plantada del Dimoni a la platja dels pescadors. Des del 1999 la imatge del dimoni es crea a partir del Premi de Disseny del Dimoni de Badalona, Crema’l tu!. Tradicionalment, el disseny del dimoni té un contingut al·legòric evocador d'aspectes de la realitat actual o històrica.
Mitjançant el concurs El Dimoni a l'escola, en el que hi participen els nens i nenes d'educació primària i dels centres d'educació especial de Badalona, els infants de la ciutat l'homenatgen, fent altres dimonis petits que són col·locats a la base del dimoni gran, amb la voluntat que es converteixin en cendres durant la Cremada. És tradició a Badalona que alguns nens i nenes aprofitin les Festes de Maig per anar a deixar el xumet al dimoni.